# African Safari Airways

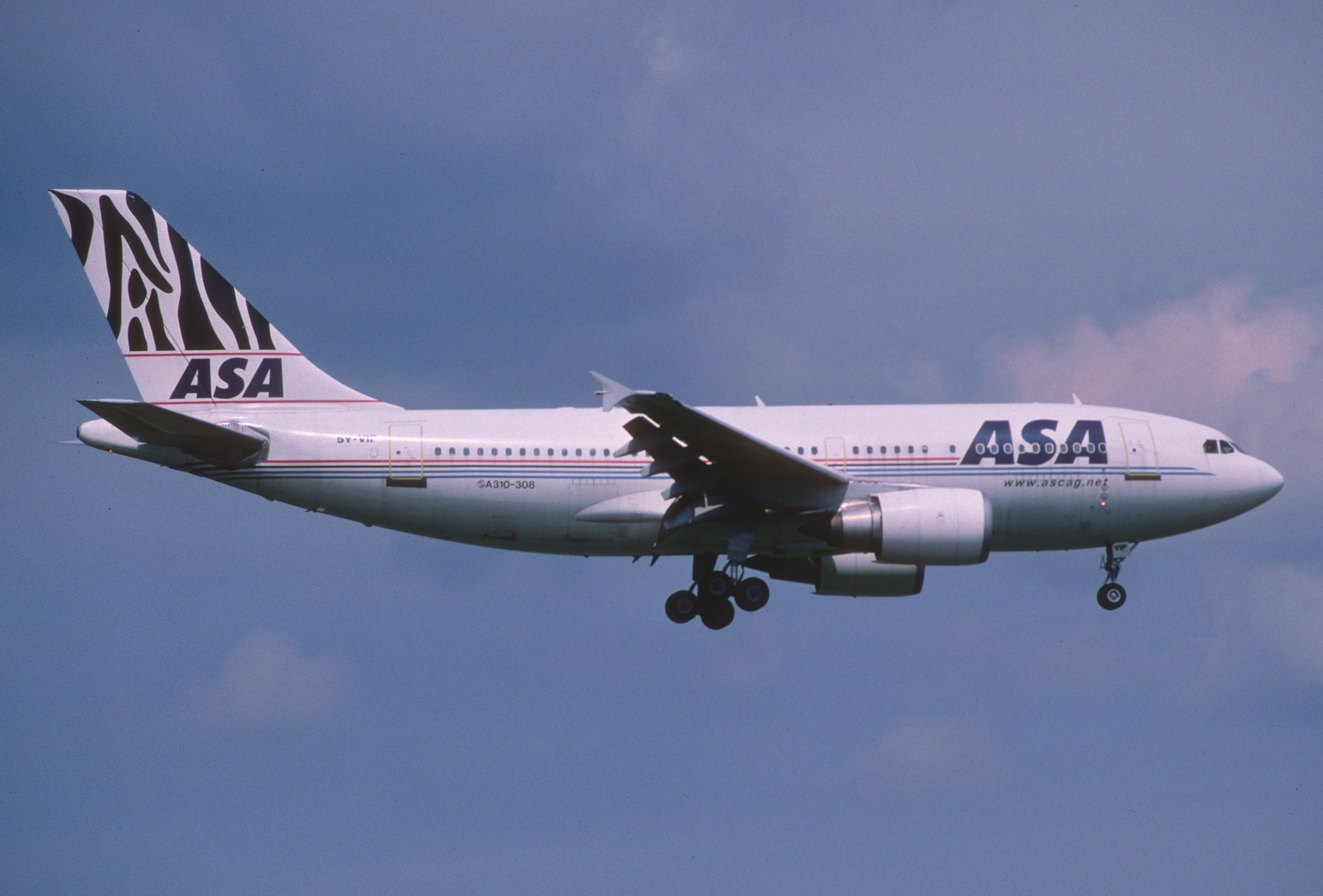
Airbus A310-308 de la compagnie.

African Safari Airways (code AITA QS ; code OACI QSC) était une compagnie aérienne suisse, créée en 1967 à Bâle, qui desservait le Kenya. Son activité cessa en 2008.
Elle faisait partie de l'African Safari Club, un voyagiste suisse. Son code radio était Zebra en raison de sa livrée.
African Safari Airways possédait un Airbus A310-308 (dès 2002) qui opérait entre Londres-Gatwick et Mombasa chaque samedi et à partir d'autres aéroports principaux européens comme Vienne, Bâle-Mulhouse, Francfort-sur-le-Main, Milan-Malpensa vers Mombasa plusieurs fois par semaine.
Sa flotte fut composée par le passé d'un DC-8 (1967-1992: HB-IBF) et d'un DC-10-30 (1992-2001: PH-DTL puis 5Y-MBA).